# Ian Campbell (Leichtathlet)
Ian Campbell (Ian Bernard Campbell; * 18. April 1957) ist ein ehemaliger australischer Dreispringer.
1978 gewann er Silber bei den Commonwealth Games in Edmonton, und 1979 wurde er Dritter beim Leichtathletik-Weltcup in Montreal.
Bei den Olympischen Spielen 1980 in Moskau belegte er in einem Finale mit umstrittenen Kampfrichterentscheidungen den fünften Platz. Sowohl ihm wie auch dem drittplatzierten Brasilianer João Carlos de Oliveira wurden Sprünge aberkannt, die weiter als die vom sowjetischen Sieger Jaak Uudmäe aufgestellten 17,35 m waren. 2015 stellte der Australische Leichtathletikverband aufgrund einer neuen Videoanalyse einen Antrag beim IAAF, Campbells dritten Versuch, der auf 17,51 m (±2 cm) geschätzt wurde, nachträglich für gültig zu erklären.
1979 wurde er Australischer Meister im Dreisprung und 1980 im Weitsprung.

## Persönliche Bestleistungen
- 100 m: 10,44 s, 23. April 1977, Missoula
- Weitsprung: 7,76 m, 13. November 1979, Melbourne
- Dreisprung: 17,09 m, 17. Januar 1980, Melbourne